# Éric Laurent
Éric Laurent (1947) è un giornalista e scrittore francese.
Esperto di politica internazionale su France Culture, è specializzato in questioni di finanza e geopolitica del petrolio.

## Biografia
Ha conseguito un Master in Giurisprudenza, dopo gli studi in Scienze della Comunicazione presso l'Università di Berkeley.
Il suo impegno come giornalista a Le Figaro nel 1985 gli consente di specializzarsi nei colloqui con i capi di Stato e personalità di livello internazionale, come Gheddafi, Hassan II, Armand Hammer, John McCloy e Rockefeller.
È ritenuto uno dei più grandi reporter d'inchiesta al mondo. È stato spesso associato alle correnti che sostengono il complottismo. Nonostante le sue idee spesso riflettano questa causa, i suoi scritti sono basati unicamente sulle proprie interviste, indagini e su documenti ufficiali.
Il 27 agosto 2015 è stato arrestato a Parigi colto in flagrante mentre contrattava un'estorsione di 3 milioni di euro (poi ridotti a 2) ai danni di Muhammad VI, re del Marocco. I soldi avrebbero dovuto evitare la pubblicazione di un libro che Éric aveva scritto con accuse contro la casa reale marocchina.
Il 15 marzo 2023, Éric Laurent e Catherine Graciet sono stati condannati a Parigi a un anno di reclusione con sospensione della pena e una multa di 10.000 euro..

## Opere
- Bush, l'Iran e la bomba, (2007): Indagine su una guerra programmata.
- La verità nascosta sul petrolio, (2006): Indagine sulle manipolazioni e menzogne dei paesi che producono petrolio e le compagnie che lo vendono.
- La verità nascosta sull'11 settembre, (2005): Requisitoria contro le ambiguità americane.
- Il mondo segreto dei Bush, (2003): La religione, le imprese, le reti nascoste.
- La guerra dei Bush, (2003): Studio sulle relazioni della famiglia Bush con i collaboratori di Bin Laden e con Saddam Hussein.
- (EN)  Secret Dossier: The Hidden Agenda Behind the Gulf War (1991) (coautore insieme a Pierre Salinger)